# نيوري وآرماه (دائرة انتخابية في المملكة المتحدة)
نيوري وآرماه (بالإنجليزية: Newry and Armagh)‏ هي إحدى الدوائر الانتخابية في المملكة المتحدة الممثلة في مجلس العموم في برلمان المملكة المتحدة.